# بردگوری لشتر ۱
بردگوری لشتر ۱ در شهرستان اردل، بخش مرکزی، روستای لشتر ۱ واقع شده و این اثر در تاریخ ۲۴ فروردین ۱۳۸۲ با شمارهٔ ثبت ۸۱۹۶ به‌عنوان یکی از آثار ملی ایران به ثبت رسیده است.